# Поцюс, Ремигиюс
Ремигиюс Поцюс (лит. Remigijus Pocius; 21 марта 1968) — литовский футболист, нападающий. Выступал за сборную Литвы.

## Биография

### Клубная карьера
Профессиональную карьеру начал в 1989 году в составе клуба «Атлантас», за который сыграл 25 матчей и забил 6 голов во второй лиге СССР. После окончания сезона литовские клубы вышли из чемпионата СССР и игрок продолжил выступать за «Атлантас» (изменивший название на «Гранитас») в чемпионате Литвы. По ходу сезона 1991/92 Поцюс перешёл в «Сакалас», где провёл около года, а по ходу следующего сезона 1992/93 перебрался в клуб РОМАР, с которым стал чемпионом Литвы в сезоне 1993/94. Зимой 1995 года Поцюс вернулся в «Кареду» (бывший «Сакалас»), где выступал до 2000 года. В составе клуба дважды был чемпионом страны, а в сезоне 1996/97 стал также лучшим бомбардиром чемпионата, забив 14 голов. Затем был игроком «Каунаса», в составе которого трижды выиграл литовский чемпионат, а в 2001 году снова стал лучшим бомбардиром лиги, поразив ворота соперников 22 раза. В 2003 году поочерёдно выступал за команды «Жальгирис» и «Сакалас» (будущий «Шяуляй»), а после окончания сезона завершил игровую карьеру.

### Карьера в сборной
В составе сборной Литвы Поцюс провёл 7 матчей и забил 1 гол. Дебютировал в национальной команде 15 ноября 1991 в матче Кубка Балтии против сборной Эстонии, в котором вышел на замену после перерыва вместо Арнольдаса Александравичюса. Продолжал вызываться в сборную в 1992 году и сыграл за неё ещё 4 матча, но затем на некоторое время выпал из состава команды. Вернувшись в сборную в 1995 году, Поцюс стал автором забитого гола в товарищеском матче со сборной Польши (1:4), а также принял участие в отборочном матче чемпионата Европы 1996 против Хорватии. В дальнейшем за сборную не играл.

## Достижения

### Командные достижения
РОМАР
- Чемпион Литвы: 1993/94

«Кареда»
- Чемпион Литвы (2): 1996/97, 1997/98
- Обладатель Кубка Литвы: 1999

«Каунас»
- Чемпион Литвы (3): 2000, 2001, 2002
- Обладатель Кубка Литвы: 2002

### Личные достижения
- Лучший бомбардир чемпионата Литвы (3): 1991/92 (14 голов), 1996/97 (14 голов), 2001 (22 голов)
- Лучший футболист литовской лиги: 2001